# Puchar EHF piłkarzy ręcznych 2015/2016
Puchar EHF piłkarzy ręcznych 2015/2016 – 35. edycja europejskich rozgrywek. W rozgrywkach wzięło udział 60 drużyn, w tym ubiegłoroczny zwycięzca oraz trzy drużyny, które odpadły w kwalifikacji do EHF Liga Mistrzów 2015/2016.
Losowanie pierwszej i drugiej rundy kwalifikacyjnej odbyło się 21 lipca 2015, losowanie trzeciej rundy kwalifikacyjnej odbyło się 20 października 2015. Losowanie fazy grupowej odbyło się 3 grudnia 2015, losowanie ćwierćfinałów odbyło się 29.03.2016. Losowanie turnieju finałowego odbyło się 3 maja 2016. Turniej finałowy odbył się w dniach 14-15 maja 2016 w hali Salle Sportive Métropolitaine de Rezé w Nantes.

## Drużyny uczestniczące
| Pierwsza runda kwalifikacyjna | Pierwsza runda kwalifikacyjna | Pierwsza runda kwalifikacyjna | Pierwsza runda kwalifikacyjna |
| ----------------------------- | ----------------------------- | ----------------------------- | ----------------------------- |
| Górnik Zabrze                 | Ystad IF HF                   | Energia Târgu Jiu             | GRK Varaždin                  |
| TSV St. Otmar St. Gallen      | Haukar Hafnarfjörður          | Maccabi Riszon le-Cijjon      | HV KRAS/Volendam              |
| HB Dideleng                   | Merzifon Belediye Hentbol SK  | KH Besa Famiglia              | Dragūnas Kłajpeda             |
| SERVITI Põlva                 | Initia Hasselt                | SSV Bozen                     | PGU-Kartina TV Tiraspol       |
| RK Lovćen                     | Fregata Burgas                | Riihimäki Cocks               | Handball Käerjeng             |
| Dinamo Bukareszt              | Haslum HK                     | RK Poreč                      | ASD Romagna Handball          |
| Druga runda kwalifikacyjna    |                               |                               |                               |
| RK Borac Banja Luka           | Alingsås HK                   | Sporting CP                   | Csurgói KK                    |
| CSM Bukareszt                 | ØIF Arendal                   | RK Nexe Našice                | Permskie medvedi              |
| Pfadi Winterthur              | SKA Mińsk                     | ZTR Zaporoże                  | RK Zomimak-M Strumica         |
| HC Sporta Hlohovec            | RK Spartak Vojput             | AC Diomidis Argous            | Talent Pilzno                 |
| Bregenz Handball              | Pogoń Szczecin                | Team Tvis Holstebro           | Chambéry Savoie Handball      |
| Trzecia runda kwalifikacyjna  |                               |                               |                               |
| Füchse BerlinOT               | Alpla HC Hard                 | Limburg Lions                 | BM Granollers                 |
| RK Gorenje Velenje            | SC Magdeburg                  | Bjerringbro-Silkeborg         | Helvetia Anaitasuna           |
| HBC Nantes                    | RK Maribor Branik             | Grundfos Tatabánya KC         | Azoty-Puławy                  |
| Frisch Auf! Göppingen         | Aalborg Håndbold              | Frigoríficos del Morrazo      | Saint-Raphaël Var Handball    |

Uwagi/legenda
- OT Obrońca tytułu
- Drużyna, która odpadła z kwalifikacji do Ligi Mistrzów

## System rozgrywek
Puchar EHF piłkarzy ręcznych w sezonie 2015/2016 składał się z czterech faz: trzech rund kwalifikacyjnych do fazy grupowej, fazy grupowej, fazy pucharowej oraz turnieju finałowego.
- Rundy kwalifikacyjne: uczestniczyło łącznie 60 drużyn. W pierwszej rundzie kwalifikacyjnej udział wzięły 24 drużyny. Do drugiej rundy awansowali zwycięzcy meczów. W drugiej rundzie kwalifikacyjnej wzięły udział 32 drużyny: 12 drużyn z pierwszej rundy i 20 następnych drużyn z zestawienia EHF. Zwycięzcy meczów awansowali do trzeciej rundy. W trzeciej rundzie udział wzięły 32 drużyny: 16 drużyn z drugiej rundy i 16 następnych drużyn z zestawienia EHF. Zwycięzcy awansowali do fazy grupowej.
- Faza grupowa: w fazie grupowej drużyny podzielone zostały na 4 grupy po 4 drużyny. Najlepsze dwie drużyny awansowały do ćwierćfinałów.
- Faza pucharowa: składała się z 1/4 finału.
- Turniej finałowy: uczestniczyły w nim zwycięzcy ćwierćfinałów i składała się z półfinałów, meczu o 3. miejsce oraz finału.

## Rundy kwalifikacyjne

### Pierwsza runda kwalifikacyjna
Rozstawionymi zespołami w losowaniu było pierwszych 12 drużyn z zestawienia EHF i w toku losowania zostały połączone w pary z pozostałymi 12 drużynami.
| Drużyna 1                            | Wynik dwumeczu | Drużyna 2                    | Pierwszy mecz | Drugi mecz |
| ------------------------------------ | -------------- | ---------------------------- | ------------- | ---------- |
| Dinamo Bukareszt                     | 62:48          | Energia Târgu Jiu            | 38:24         | 24:24      |
| Initia Hasselt                       | 70:45          | Merzifon Belediye Hentbol SK | 37:21         | 33:24      |
| RK Poreč                             | 46:42          | Maccabi Riszon le-Cijjon     | 20:18         | 26:24      |
| Fregata Burgas                       | 38:54          | KH Besa Famiglia             | 18:24         | 20:30      |
| GRK Varaždin                         | 47:36          | ASD Romagna Handball         | 26:16         | 21:20      |
| PGU-Kartina TV Tiraspol              | 50:76          | Górnik Zabrze                | 25:40         | 25:36      |
| SERVITI Põlva                        | 53:49          | Dragūnas Kłajpeda            | 29:26         | 24:23      |
| Ystad IF HF                          | 76:48          | Handball Käerjeng            | 41:28         | 35:20      |
| HB Dideleng                          | 50:68          | Haslum HK                    | 27:34         | 23:34      |
| HV KRAS/Volendam                     | 64:41          | RK Lovćen                    | 34:23         | 30:18      |
| TSV St. Otmar St. Gallen             | 67:55          | Riihimäki Cocks              | 34:24         | 33:31      |
| SSV Bozen                            | 50:50          | Haukar Hafnarfjörður         | 30:24         | 20:26      |
| Po lewej gospodarz pierwszego meczu. |                |                              |               |            |

W dwumeczu pomiędzy SSV Bozen  a  Haukar Hafnarfjörður wystąpił remis, awans wywalczył zespół, który strzelił więcej bramek na wyjeździe.

### Druga runda kwalifikacyjna
Rozstawionymi zespołami w losowaniu było pierwszych 16 drużyn z zestawienia EHF uczestniczących w drugiej rundzie kwalifikacyjnej i w toku losowania zostały połączone w pary z pozostałymi 4 drużynami, które zaczynały rozgrywki od drugiej rundy oraz 12 zwycięzcami pierwszej rundy kwalifikacyjnej.
| Drużyna 1                            | Wynik dwumeczu | Drużyna 2             | Pierwszy mecz | Drugi mecz |
| ------------------------------------ | -------------- | --------------------- | ------------- | ---------- |
| AC Diomidis Argous                   | 41:61          | Dinamo Bukareszt      | 21:26         | 20:35      |
| Csurgói KK                           | 59:49          | Pogoń Szczecin        | 29:19         | 30:27      |
| ØIF Arendal                          | 65:43          | KH Besa Famiglia      | 34:18         | 31:25      |
| Talent Pilzno                        | 54:49          | RK Poreč              | 27:24         | 27:25      |
| Pfadi Winterthur                     | 52:44          | SERVITI Põlva         | 31:24         | 21:20      |
| Initia Hasselt                       | 48:43          | RK Spartak Vojput     | 27:20         | 21:23      |
| Permskie medvedi                     | 54:55          | Ystad IF HF           | 30:28         | 24:27      |
| CSM Bukareszt                        | 50:47          | Bregenz Handball      | 28:24         | 22:23      |
| TSV St. Otmar St. Gallen             | 53:52          | Alingsås HK           | 27:25         | 26:27      |
| RK Nexe Našice                       | 62:41          | GRK Varaždin          | 30:20         | 32:21      |
| Haukar Hafnarfjörður                 | 63:44          | RK Zomimak-M Strumica | 34:20         | 29:24      |
| Team Tvis Holstebro                  | 64:63          | Sporting CP           | 36:31         | 28:32      |
| Górnik Zabrze                        | 54:52          | ZTR Zaporoże          | 28:25         | 26:27      |
| Haslum HK                            | 53:60          | RK Borac Banja Luka   | 28:29         | 25:31      |
| HV KRAS/Volendam                     | 55:64          | SKA Mińsk             | 25:32         | 30:32      |
| Chambéry Savoie Handball             | 66:40          | HC Sporta Hlohovec    | 35:12         | 31:28      |
| Po lewej gospodarz pierwszego meczu. |                |                       |               |            |

### Trzecia runda kwalifikacyjna
Rozstawionymi zespołami w losowaniu było 16 najlepszych drużyn z zestawienia EHF i w toku losowania zostały połączone w pary z 16 zwycięzcami drugiej rundy kwalifikacyjnej.
| Drużyna 1                            | Wynik dwumeczu | Drużyna 2                  | Pierwszy mecz | Drugi mecz |
| ------------------------------------ | -------------- | -------------------------- | ------------- | ---------- |
| Pfadi Winterthur                     | 59:48          | Azoty-Puławy               | 29:25         | 30:23      |
| Ystad IF HF                          | 59:48          | Grundfos Tatabánya KC      | 28:28         | 31:20      |
| RK Maribor Branik                    | 52:57          | Dinamo Bukareszt           | 27:26         | 25:31      |
| Alpla HC Hard                        | 46:68          | SKA Mińsk                  | 23:33         | 23:35      |
| RK Gorenje Velenje                   | 52:61          | Team Tvis Holstebro        | 25:29         | 27:32      |
| Aalborg Håndbold                     | 62:48          | TSV St. Otmar St. Gallen   | 30:20         | 32:28      |
| Initia Hasselt                       | 46:52          | Helvetia Anaitasuna        | 20:28         | 26:24      |
| RK Borac Banja Luka                  | 52:58          | Limburg Lions              | 29:31         | 23:27      |
| Talent Pilzno                        | 51:66          | Bjerringbro-Silkeborg      | 28:31         | 23:35      |
| RK Nexe Našice                       | 44:48          | HBC Nantes                 | 26:26         | 18:22      |
| Füchse Berlin                        | 61:65          | Chambéry Savoie Handball   | 31:31         | 30:34      |
| Górnik Zabrze                        | 58:77          | Frisch Auf! Göppingen      | 29:39         | 29:38      |
| CSM Bukareszt                        | 60:53          | Frigoríficos del Morrazo   | 31:24         | 29:29      |
| SC Magdeburg                         | 65:61          | Csurgói KK                 | 42:37         | 23:24      |
| Haukar Hafnarfjörður                 | 46:59          | Saint-Raphaël Var Handball | 28:29         | 18:30      |
| BM Granollers                        | 55:49          | ØIF Arendal                | 29:21         | 26:28      |
| Po lewej gospodarz pierwszego meczu. |                |                            |               |            |

## Faza grupowa
Losowanie fazy grupowej odbyło się 3 grudnia 2015 w Wiedniu. 16 drużyn – zwycięzcy z trzeciej rundy kwalifikacyjnej – zostało podzielonych na 4 koszyki i w wyniku losowania zostały utworzone 4 grupy.
| Koszyk 1                                                       | Koszyk 2                                                                   | Koszyk 3                                                 | Koszyk 4                                                                        |
| -------------------------------------------------------------- | -------------------------------------------------------------------------- | -------------------------------------------------------- | ------------------------------------------------------------------------------- |
| Chambéry Savoie Handball SKA Mińsk Limburg Lions BM Granollers | Team Tvis Holstebro SC Magdeburg Bjerringbro-Silkeborg Helvetia Anaitasuna | HBC Nantes Dinamo Bukareszt Ystad IF HF Pfadi Winterthur | Frisch Auf! Göppingen Aalborg Håndbold CSM Bukareszt Saint-Raphaël Var Handball |

### Grupa A
| Lp. | Drużyna          | M | Mecze | Mecze | Mecze | Bramki | Bramki | Bramki | Pkt |
| Lp. | Drużyna          | M | W     | R     | P     | +      | −      | +/−    | Pkt |
| --- | ---------------- | - | ----- | ----- | ----- | ------ | ------ | ------ | --- |
| 1.  | SC Magdeburg     | 6 | 4     | 0     | 2     | 184    | 162    | +22    | 8   |
| 2.  | BM Granollers    | 6 | 3     | 1     | 2     | 172    | 165    | +7     | 7   |
| 3.  | Dinamo Bukareszt | 6 | 2     | 1     | 3     | 166    | 181    | −15    | 5   |
| 4.  | Aalborg Håndbold | 6 | 1     | 2     | 3     | 147    | 161    | −14    | 4   |

| Gospodarz \ Gość | GRA   | MAG   | BUC   | AAB   |
| BM Granollers    |       | 34:29 | 28:29 | 24:24 |
| SC Magdeburg     | 32:28 |       | 39:22 | 25:19 |
| Dinamo Bukareszt | 26:27 | 33:34 |       | 28:25 |
| Aalborg Håndbold | 25:31 | 26:25 | 28:28 |       |

### Grupa B
| Lp. | Drużyna               | M | Mecze | Mecze | Mecze | Bramki | Bramki | Bramki | Pkt |
| Lp. | Drużyna               | M | W     | R     | P     | +      | −      | +/−    | Pkt |
| --- | --------------------- | - | ----- | ----- | ----- | ------ | ------ | ------ | --- |
| 1.  | HBC Nantes            | 6 | 5     | 0     | 1     | 176    | 151    | +25    | 10  |
| 2.  | Frisch Auf! Göppingen | 6 | 4     | 0     | 2     | 198    | 161    | +37    | 8   |
| 3.  | Team Tvis Holstebro   | 6 | 3     | 0     | 3     | 167    | 180    | −13    | 6   |
| 4.  | Limburg Lions         | 6 | 0     | 0     | 6     | 154    | 203    | −49    | 0   |

| Gospodarz \ Gość      | LLI   | HOL   | NAN   | FAG   |
| Limburg Lions         |       | 29:31 | 26:33 | 31:40 |
| Team Tvis Holstebro   | 29:24 |       | 27:28 | 34:31 |
| HBC Nantes            | 30:24 | 32:23 |       | 27:24 |
| Frisch Auf! Göppingen | 40:20 | 36:23 | 27:26 |       |

### Grupa C
| Lp. | Drużyna                    | M | Mecze | Mecze | Mecze | Bramki | Bramki | Bramki | Pkt |
| Lp. | Drużyna                    | M | W     | R     | P     | +      | −      | +/−    | Pkt |
| --- | -------------------------- | - | ----- | ----- | ----- | ------ | ------ | ------ | --- |
| 1.  | Bjerringbro-Silkeborg      | 6 | 4     | 1     | 1     | 168    | 155    | +13    | 9   |
| 2.  | Saint-Raphaël Var Handball | 6 | 3     | 1     | 2     | 165    | 165    | 0      | 7   |
| 3.  | Pfadi Winterthur           | 6 | 1     | 2     | 3     | 160    | 162    | −2     | 4   |
| 4.  | SKA Mińsk                  | 6 | 2     | 0     | 4     | 169    | 180    | −11    | 4   |

| Gospodarz \ Gość           | SKA   | BSV   | WIN   | SRA   |
| SKA Mińsk                  |       | 28:25 | 31:27 | 31:33 |
| Bjerringbro-Silkeborg      | 32:26 |       | 27:27 | 31:26 |
| Pfadi Winterthur           | 32:24 | 25:28 |       | 21:24 |
| Saint-Raphaël Var Handball | 31:29 | 23:25 | 28:28 |       |

### Grupa D
| Lp. | Drużyna                  | M | Mecze | Mecze | Mecze | Bramki | Bramki | Bramki | Pkt |
| Lp. | Drużyna                  | M | W     | R     | P     | +      | −      | +/−    | Pkt |
| --- | ------------------------ | - | ----- | ----- | ----- | ------ | ------ | ------ | --- |
| 1.  | Chambéry Savoie Handball | 6 | 4     | 2     | 0     | 161    | 141    | +20    | 10  |
| 2.  | Ystad IF HF              | 6 | 3     | 1     | 2     | 159    | 167    | −8     | 7   |
| 3.  | CSM Bukareszt            | 6 | 1     | 3     | 2     | 152    | 156    | −4     | 5   |
| 4.  | Helvetia Anaitasuna      | 6 | 1     | 0     | 5     | 150    | 158    | −8     | 2   |

| Gospodarz \ Gość         | CHA   | ANA   | YST   | CSB   |
| Chambéry Savoie Handball |       | 26:23 | 32:22 | 23:23 |
| Helvetia Anaitasuna      | 22:28 |       | 22:23 | 28:22 |
| Ystad IF HF              | 26:27 | 32:31 |       | 29:28 |
| CSM Bukareszt            | 25:25 | 27:24 | 27:27 |       |

## Faza pucharowa
W fazie pucharowej – ćwierćfinałach – uczestniczyło 6 drużyn. Z fazy grupowej bezpośrednio do Turnieju Finałowego awansowało HBC Nantes (jednocześnie gospodarz turnieju), pozostałych uczestników wyłoniły mecze:
| Drużyna 1                            | Wynik dwumeczu | Drużyna 2                | Pierwszy mecz | Drugi mecz |
| ------------------------------------ | -------------- | ------------------------ | ------------- | ---------- |
| BM Granollers                        | 56:56          | Bjerringbro-Silkeborg    | 30:24         | 26:32      |
| Saint-Raphaël Var Handball           | 52:54          | Chambéry Savoie Handball | 30:25         | 22:29      |
| Frisch Auf! Göppingen                | 58:54          | SC Magdeburg             | 31:25         | 27:29      |
| Po lewej gospodarz pierwszego meczu. |                |                          |               |            |

W pierwszym dwumeczu wystąpił rzadki przypadek remisu. Zgodnie z zasadami EHF w taki przypadku zwycięzcą zostaje zespół, który strzeli więcej bramek na wyjeździe i zespołem tym był BM Granolers.

## Turniej Finałowy
Losowanie turnieju finałowego odbyło się 3 maja 2016.
|  |                          |                          |            |                   |    |                       |                       |       |
|  | Półfinały                | Półfinały                | Półfinały  |                   |    | Finał                 | Finał                 | Finał |
|  | Półfinały                | Półfinały                | Półfinały  |                   |    | Finał                 | Finał                 | Finał |
|  | 14 maja                  |                          |            |                   |    |                       |                       |       |
|  |                          |                          |            |                   |    |                       |                       |       |
|  | Chambéry Savoie Handball | Chambéry Savoie Handball | 25         |                   |    |                       |                       |       |
|  | Chambéry Savoie Handball | Chambéry Savoie Handball | 25         | 15 maja           |    |                       |                       |       |
|  | Frisch Auf! Göppingen    | Frisch Auf! Göppingen    | 28         |                   |    |                       |                       |       |
|  | Frisch Auf! Göppingen    | Frisch Auf! Göppingen    | 28         |                   |    | Frisch Auf! Göppingen | Frisch Auf! Göppingen | 32    |
|  | 14 maja                  |                          |            |                   |    | Frisch Auf! Göppingen | Frisch Auf! Göppingen | 32    |
|  |                          |                          | HBC Nantes | HBC Nantes        | 26 |                       |                       |       |
|  | BM Granollers            | BM Granollers            | HBC Nantes | HBC Nantes        | 26 | 26                    |                       |       |
|  | BM Granollers            | BM Granollers            |            |                   |    |                       |                       |       |
|  | HBC Nantes               | HBC Nantes               | 27         |                   |    |                       |                       |       |
|  | HBC Nantes               | HBC Nantes               | 27         | Mecz o 3. miejsce |    |                       |                       |       |
|  |                          |                          |            |                   |    |                       |                       |       |
|  | 15 maja                  |                          |            |                   |    |                       |                       |       |
|  |                          |                          |            |                   |    |                       |                       |       |
|  | Chambéry Savoie Handball | Chambéry Savoie Handball | 21         |                   |    |                       |                       |       |
|  | Chambéry Savoie Handball | Chambéry Savoie Handball | 21         |                   |    |                       |                       |       |
|  | BM Granollers            | BM Granollers            | 25         |                   |    |                       |                       |       |
|  | BM Granollers            | BM Granollers            | 25         |                   |    |                       |                       |       |

## Życiorys
- 2015/2016 EHF European Cup. europeancup.eurohandball.com. [dostęp 2015-05-05]. (ang.).